# Политическое самообразование
«Политическое самообразование» — ежемесячный журнал ЦК КПСС.

## История
Издаётся с 1957 года, до января 1960 года выпускался под названием «В помощь политическому самообразованию».
На страницах журнала публиковались теоретические статьи, учебно-методические консультации, ответы на вопросы читателей по актуальным проблемам научного коммунизма, ленинского идейного наследия, внешней и внутренней политики КПСС и СССР, развития мировой системы социализма, коммунистического, рабочего и национально-освободительного движения, обсуждались вопросы партийного устройства; освещался опыт идеологической работы и партийного образования, рецензировалась и аннотировалась общественно-политическая литература.
Журнал предназначался для пропагандистов и слушателей школ и университетов системы партийного просвещения, лекторов, докладчиков, партийных и научных работников, преподавателей высших и средних учебных заведений, на тех, кто самостоятельно изучал марксизм-ленинизм, труды К. Маркса,Ф. Энгельса, В. И. Ленина
В 1974 году тираж журнала составлял свыше 2 млн экземпляров.
В 1987 году было признано целесообразным переименовать «Политическое самообразование» в журнал ЦК КПСС «Политическое образование» и увеличить его выпуск с 12 до 18 номеров в год.
В декабре 1989 года журнал закрыт в соответствии с постановлением Политбюро ЦК КПСС. На базе редакций журналов «Политическое образование» и «Агитатор»  была создана редакция нового журнала ЦК КПСС «Диалог». Его главным редактором был назначен Н. Я. Клепач.

## Главные редакторы журнала
- Егоров Анатолий Григорьевич (1956—1961)
- Вишняков, Александр Степанович (1961—1986)
- Клепач Николай Яковлевич (1986 - 1989)